# Tala, o, tala med Jesus
Tala, o, tala med Jesus är en körsång vars text och musik är av okänt ursprung.

## Publicerad i
- Frälsningsarméns sångbok 1968 som nr 12 i köravdelningen under rubriken "Bön".
- Frälsningsarméns sångbok 1990 som nr 786 under rubriken "Frälsning".